# آنتون (ویسکانسین)
آنتون (به انگلیسی: Anton) یک منطقهٔ مسکونی در ایالات متحده آمریکا است که در سوپریور واقع شده است. آنتون ۲۴۶٫۸۹ متر بالاتر از سطح دریا واقع شده است.